# Astragalus pubentissimus
Astragalus pubentissimus är en ärtväxtart som beskrevs av John Torrey och Asa Gray. Astragalus pubentissimus ingår i släktet vedlar, och familjen ärtväxter.

## Underarter
Arten delas in i följande underarter:
- A. p. peabodianus
- A. p. pubentissimus